# Rodrigo Muñoz (voetballer)
Rodrigo Muñoz (Montevideo, 22 januari 1982) is een Uruguayaans voetballer die als doelman speelt.

## Clubcarrière
Muñoz speelde lang voor CA Cerro. Van 2009 tot 2011 speelde hij voor Nacional en van 2012 tot 2018 speelde hij in Paraguay voor Club Libertad.

## Interlandcarrière
Op 18 mei 2011 was Muñoz voor het eerst reservedoelman tijdens een vriendschappelijke wedstrijd in en tegen Duitsland. Door bondscoach Óscar Tabárez werd hij opgenomen in de voorselectie van het Uruguayaans voetbalelftal voor het wereldkampioenschap voetbal 2014.